# The Solo Show
Il The Solo Show è un tour della cantautrice scozzese KT Tunstall che promuove il suo quarto album in studio, Tiger Suit. Il breve tour è composto da 14 tappe tutte negli Stati Uniti.

## Date concerti[1]
| Data           | Città          | Paese       | Luogo o evento                 |
| -------------- | -------------- | ----------- | ------------------------------ |
| 9 aprile 2011  | Boston         | Stati Uniti | Paradise Rock Club             |
| 10 aprile 2011 | Philadelphia   | Stati Uniti | Theatre of the Living Arts     |
| 11 aprile 2011 | New York       | Stati Uniti | Webster Hall                   |
| 13 aprile 2011 | Washington     | Stati Uniti | Sixth and I Historic Synagogue |
| 14 aprile 2011 | Pittsburgh     | Stati Uniti | Mr. Small's Theatre            |
| 16 aprile 2011 | Cleveland      | Stati Uniti | House of Blues of Cleveland    |
| 17 aprile 2011 | Chicago        | Stati Uniti | Park West                      |
| 18 aprile 2011 | Minneapolis    | Stati Uniti | Fine Line Music Café           |
| 19 aprile 2011 | Lawrence       | Stati Uniti | Liberty Hall                   |
| 21 aprile 2011 | Houston        | Stati Uniti | House of Blues                 |
| 22 aprile 2011 | Austin         | Stati Uniti | La Zona Rosa                   |
| 23 aprile 2011 | Dallas         | Stati Uniti | Granada Theater                |
| 25 aprile 2011 | Denver         | Stati Uniti | Bluebird Theater               |
| 26 aprile 2011 | Salt Lake City | Stati Uniti | The State Room                 |